# Замок Мацуе
Замок Мацуе (яп. 松江城, Matsue-jō) — Японський замок, розташований у місті Мацуе, префектура Шімане.
Замок Мацуе був побудований з 1607 по 1611 рік Хоріо Йошіхару, першим даймьо володінь Мацуе, в період раннього Едо. У 1633 році замок перейшов до гілки Ідзумо з роду Кьоґоку, а в 1637 році — до Мацудайри, молодшої гілки панівного клану Токугава. У 1927 році Мацудайра подарували замок Мацуе місту Мацуе.
Замок Мацуе — один з небагатьох феодальних японських замків, що зберіг свою головну фортецю в первісному дерев'яному вигляді, а не в сучасній бетонній реконструкції. Побудований після останньої великої війни феодальної Японії, замок пережив землетруси, пожежі, війни та інші причини, які знищили або пошкодили багато японських замків. Однак на початку періоду Мейдзі низка його замкових споруд була знесена, залишивши лише фортецю, прибудовану вежу та кам'яні стіни, що існують сьогодні як оригінальні споруди, хоча деякі з інших замкових будівель були реконструйовані в сучасний час. Замок Мацуе, що стоїть на березі озера Сіндзі, є одним з трьох великих озерних замків Японії і серцем центрального прибережного району Мацуе.

## Історія
Із понад 100 замків, що залишилися в Японії, замок Мацуе — єдиний, що має вцілілу головну фортецю в регіоні Санін. Ця фортеця є другою за величиною, третьою за висотою (30 м) і шостою за віком серед японських замків. Його будував протягом 5 років даймьо регіону Ідзумо Хоріо Йошіхару і завершив будівництво у 1611 році.
Після правління Хоріо Тадахару та Кьоґоку Тадатака, Мацудайра Наомаса, онук Токуґави Іеясу, став володарем замку після того, як його перевели з Мацумото в провінції Сінано, і таким чином розпочав правління, яке тривало 10 поколінь клану Мацудайра протягом 234 років.
У 1875 році всі будівлі на території замку були розібрані, за винятком самої замкової вежі та прибудованої до неї башти, яким було дозволено залишитися під тиском зацікавлених груп. Ці будівлі пройшли повну реконструкцію між 1950 і 1955 роками. У 2001 році кілька колишніх веж замку були реконструйовані.
Замок — це складна споруда, побудована у вигляді сторожової вежі, яка ззовні здається п'ятиповерховою, але насправді має шість рівнів усередині. Більшість стін замку пофарбовані в чорний колір. Це міцна споруда, збудована для того, щоб витримати війну, але водночас велична й урочиста, що нагадує стиль Момояма.
Замок Мацуе зареєстрований як національне надбання Японії з 9 липня 2015 року

## Галерея
|          |
| Ніномару |

|                 |
| Руїни воріт Оте |

|                 |
| Всередині замку |

|                 |
| Всередині замку |

|                            |
| Краєвид міста з даху замку |